# Глиниця (Житомирський район)
Глини́ця — село в Україні, у Радомишльській міській територіальній громаді Житомирського району Житомирської області. Чисельність населення становить 126 осіб (2001). У 1923-му та 1933—54 роках — адміністративний центр колишньої однойменної сільської ради.

## Населення
В середині 19 століття в поселенні проживало 335 осіб, наприкінці 19 століття — 672 особи, з них 339 чоловіків та 333 жінки, дворів — 120, або 612 жителів, дворів — 106.
Відповідно до результатів перепису населення Російської імперії 1897 року, загальна кількість мешканців становила 628 осіб, з них: православних — 619, чоловіків — 319, жінок — 309.
Відповідно до результатів перепису населення СРСР, кількість населення станом на 12 січня 1989 року становила 166 осіб. Станом на 5 грудня 2001 року, відповідно до перепису населення України, кількість мешканців села становила 126 осіб.

## Історія
У 1729 році, разом із Кичкирями, належало київській підстолині Маріанні Третяковій, з 1765 року — Іванові та Єлизаветі Хоржевським. Наприкінці 18 століття кілька років належало російському полковникові Воєйкову, після нього — Івановському, батькові Констанції Ржевуської.
В середині 19 століття — сільце Радомисльського повіту Київської губернії. Лежало на річці Мика, за 3 версти вище від Кичкирів, напроти Юрівки. Назву отримало від глинистих ґрунтів. Належало, разом із Кичкирями, графині Констанції Ржевуській.
Наприкінці 19 століття — сільце Кичкирівської волості Радомисльського повіту Київської губернії, річці Мика, притоці Тетерева. Відстань до повітового центру, м. Радомисль, де знаходилися також найближчі поштово-телеграфна та поштова (земська) станції — 10 верст, до волосного центру с. Кичкирі — 3 версти, до найближчої залізничної станції Житомир — 45 верст, до найближчої пароплавної станції у Києві — 91 верста. Основним заняттям мешканців було хліборобство. Землі 1 029 десятин, належала місцевій селянській спілці. Система землеробства — трипілля. В поселенні були каплиця, 2 кузні, хлібна комора. Пожежна команда мала 2 бочки та 2 багри.
У 1923 році включене до складу новоствореної Глиницької сільської ради Кичкирівської волості, адміністративний центр ради. 16 січня 1923 року підпорядковане Юрівській сільській раді, яка 7 березня 1923 року увійшла до складу новоутвореного Радомишльського району Малинського округи. 19 січня 1933 року, відповідно до постанови Президії Київського облвиконкому від 31 грудня 1932 року «Про утворення сільради в селі Глиниця Радомишльського району», в селі відновлено окрему сільську раду в складі Радомишльського району Київської області. 11 серпня 1954 року, внаслідок об'єднання сільських рад, село підпорядковане Кичкирівській сільській раді Радомишльського району Житомирської області. 30 грудня 1962 року, в складі сільської ради, передане до Малинського району, 4 січня 1965 року повернуте до складу відновленого Радомишльського району.
16 травня 2017 року село включене до складу новоутвореної Радомишльської міської територіальної громади Радомишльського району Житомирської області. Від 19 липня 2020 року, разом з громадою, в складі новоутвореного Житомирського району Житомирської області.